# Rabat Ajax Football Club
Il Rabat Ajax Football Club è una società calcistica maltese, con sede a Rabat.
Nella sua storia, il club ha conquistato per due volte il campionato maltese (nel 1984-85 e 1985-86) e una volta la Coppa di Malta (1985-86).
Ha partecipato per 28 volte alla massima serie maltese, l'ultima nel 2013-14. Nella stagione 2021-22 milita in Challenge League, la seconda divisione nazionale.

## Storia

### Formazione del club
Il club è stato fondato nel 1930 come Rabat Rovers, 7 anni dopo si fuse con i Rabat Rangers e l'Old City diventando Zvanks. Un anno dopo il club prese il nome FC Rabat. Nel 1980 il club si fuse con l'Ajax e divenne Rabat Ajax FC.

## I successi degli anni '80
Con questa denominazione ottenne quelli che fino ad ora sono i maggiori successi del club, ovvero la conquista di due titoli maltesi consecutivi (1984-85 e 1985-86), di una Coppa di Malta (1985-86) e di due Supercoppe di Malta (1985 e 1986).

### Le partecipazioni europee
Nelle stagioni 1983-1984 e 1984-1985 partecipò alla Coppa UEFA, uscendo sempre al primo turno.
In qualità di campione nazionale ottenne il diritto di partecipare alla Coppa dei Campioni, nelle stagioni 1985-1986 e 1986-1987 uscendo anche in questa competizione al primo turno.
Nella successiva stagione 1987-88, a due soli anni di distanza dalla conquista dell'ultimo titolo, la squadra retrocesse in Second Division.

### Gli ultimi anni
Nelle stagioni successive ha giocato in First Division dal 1989-1990 al 1993-1994, dal 1995-1996 al 1996-1997, dal 1998-1999 al 2000-2001; per poi retrocedere fino in Fourth Division.
Nella stagione 2008-2009 ritornò in First Division, terminando al nono posto e retrocedendo nuovamente. Dopo una seconda risalita, al termine della stagione 2011-2012 ha conquistato, dopo undici anni di assenza, il ritorno in Premier League.

## Partecipazioni alle coppe europee
| Stagione  | Turno    | Paese                     | Squadra          | Andata | Ritorno | Totale |
| --------- | -------- | ------------------------- | ---------------- | ------ | ------- | ------ |
| 1983-1984 | 1º turno | Cecoslovacchia (bandiera) | TJ Internacionál | 0-10   | 0-6     | 0-16   |
| 1984-1985 | 1º turno | Jugoslavia (bandiera)     | Partizan         | 0-2    | 0-2     | 0-4    |
| 1985-1986 | 1º turno | Cipro (bandiera)          | Omonia           | 0-5    | 0-5     | 0-10   |
| 1986-1987 | 1º turno | Portogallo (bandiera)     | Porto            | 0-9    | 0-1     | 0-10   |

## Palmarès

### Competizioni nazionali
- Campionato maltese: 2

1984-1985, 1985-1986
- Coppa di Malta: 1

1985-1986
- Supercoppa di Malta: 2

1985, 1986
- First Division (Malta): 5

1950-51, 1961-62, 1981-82, 1989-90, 1997-98

### Altri piazzamenti
- Campionato maltese:

Terzo posto: 1982-1983
- Coppa di Malta:

Finalista: 1953-1954
- First Division (Malta):

Secondo posto: 2011-2012
- Second Division (Malta):

Secondo posto: 2007-2008, 2010-2011
- Third Division (Malta):

Promozione: 2005-2006